# Région touristique du Québec
Une région touristique du Québec est une division territoriale établie à des fins de développement et de mise en valeur des produits touristiques régionaux. Le 17 octobre 2005, la Commission de toponymie du Québec a approuvé le terme région touristique ainsi que sa définition, pour la gestion des noms de lieux.

## Découpage
Le Québec est découpé en 22 régions touristiques, qui ne correspondent pas toujours exactement au territoire de la région administrative.
En 1966, le gouvernement du Québec a adopté un découpage administratif uniforme à tous les ministères et organismes québécois, remplaçant ainsi tous les découpages précédents. Naissaient alors les régions administratives du Québec, comme nous les connaissons maintenant. Le Québec compte aujourd’hui dix-sept régions administratives. Il en comptait dix seulement en 1966.
Pour leur part, les régions touristiques ont été reconnues par décret en 1979. Le Québec compte aujourd’hui vingt-deux régions touristiques. Il en comptait 18 en 1979. Trois autres régions touristiques ont été créées par la suite : Laval (1989), Mauricie et Centre-du-Québec (2000, créées par la division de la région de Mauricie-Bois-Francs), Baie-James et Nunavik (2005) et Eeyou Istchee (2007), créées par la division de la région du Nord-du-Québec).  Les régions Baie-James et Eeyou Istchee sont intégrées dans une structure administrative commune mais conservent une existence légale distincte.
- Abitibi-Témiscamingue
- Eeyou Istchee et Baie-James
- Bas-Saint-Laurent
- Cantons-de-l'Est
- Centre-du-Québec
- Charlevoix
- Chaudière-Appalaches
- Duplessis
- Gaspésie
- Îles de la Madeleine
- Lanaudière
- Laurentides
- Laval
- Manicouagan
- Mauricie
- Montérégie
- Montréal
- Nunavik
- Outaouais
- Québec
- Saguenay–Lac-Saint-Jean

Chacune est représentée auprès de Tourisme Québec par une association touristique régionale qui regroupe tous les intervenants touristiques d'une même région. Les régions touristiques sont divisées en sous-régions, qui pour la plupart correspondent au territoire des municipalités régionales de comté (MRC) et aux principales villes correspondantes.